# Savage Nunatak
Savage Nunatak är en nunatak i Antarktis. Den ligger i den centrala delen av kontinenten. Inget land gör anspråk på området. Toppen på Savage Nunatak är 2 106 meter över havet.
Terrängen runt Savage Nunatak är lite kuperad. Trakten är obefolkad. Det finns inga samhällen i närheten.